# Xenaroswelliana deltaquadrant
Xenaroswelliana deltaquadrant (лат.) — вид жуков из семейства жужелиц (Carabidae). Эндемик Бразилии. Обнаружен в Lagoa des Pedras (на окраине эутрофного болота), на западе Rio Cana Brava, в 160 км с.-в. от города Бразилиа, 15,067°S, 47,078°W, 492 м, Esta-do de Goias, Бразилия. Мелкие (около 4 мм) желтовато-кирпичного цвета жуки (голова немного темнее). Пронотум поперечный (шире своей длины).

## Систематика
Систематическое положение таксона Xenaroswelliana deltaquadrant остаётся неясным, предварительно он может быть отнесён или к подсемейству Psydrinae или к подсемейству Harpalinae. Некоторые признаки позволяют сближать его с мирмекофильной (и термитофильной) трибой Psuedomorphini. Вид был описан в 2007 году американским энтомологом Терри Эрвином (англ. Terry L. Erwin; Hyper-diversity Group, Department of Entomology, Национальный музей естественной истории, Смитсоновский институт, Вашингтон).